# Mfue
Koordinaten: 13° 7′ S, 31° 49′ O
Mfue, auch Mfuwe, ist ein Ort am Südluangwa-Nationalpark in der Ostprovinz in Sambia. Er liegt zum Teil im Nsefu Game Reserve, auf etwa 530 Metern Höhe, an der Mündung des Flusses Lupande in den Luangwa.
Mfue besteht vor allem aus einer Lodge und einem Camp am linken Flussufer des Luangwa gegenüber dem Nationalpark. Es ist von der Great East Road nach Chipata zu erreichen und westlich von Petauke. Der Feldweg 60 Kilometer hinter Petauke dorthin überquert viele Bäche, ist aber ohne jede Brücke. Ein anderer Feldweg führt von Mfue nach Chipata. Der wichtigste Zugang zum Ort ist ein gut ausgebauter Flughafen in der Nähe, der von Nyasa Express regelmäßig angeflogen wird.